# جيفري ليو
جيفري ليو (بالصينية: 劉鎮偉) هو كاتب سيناريو ومخرج وممثل صيني، ولد في 2 أغسطس 1952 بهونغ كونغ في الصين.

## وصلات خارجية
- جيفري ليو على موقع IMDb (الإنجليزية)
- جيفري ليو على موقع ألو سيني (الفرنسية)
- جيفري ليو على موقع ميوزك برينز (الإنجليزية)
- جيفري ليو على موقع أول موفي (الإنجليزية)
- جيفري ليو على موقع قاعدة بيانات الأفلام السويدية (السويدية)
- جيفري ليو على موقع قاعدة بيانات الفيلم (الإنجليزية)
- جيفري ليو على موقع كينوبويسك (الروسية)